# Hoher Berg (Gemarkung)
 Hoher Berg ist eine Gemarkung im unterfränkischen Landkreis Miltenberg in Bayern. Sie liegt vollständig auf dem Gebiet der Gemeinde Altenbuch. Namensgebend ist der gleichnamige im Zentrum liegende Hohe Berg.
Die Fläche im bayerischen Spessart ist nicht besiedelt und fast vollständig bewaldet und war bis 1. Januar 2008 ein 3,31 km² großes gemeindefreies Gebiet.